# Agroeca tumida
Espèce
Agroeca tumida est une espèce d'araignées aranéomorphes de la famille des Liocranidae.

## Distribution
Cette espèce est endémique du Gansu en Chine,. Elle se rencontre dans le xian de Minqin.

## Description
Le mâle holotype mesure 4,31 mm.

## Publication originale
- Mu, Jin & Zhang, 2019 : A survey of Agroeca Westring, 1861 from China (Araneae: Liocranidae). Zootaxa, no 4615(1), p. 91-112.